# Tunpan
Tunpan (kinesiska: 吞盘乡, 吞盘) är en socken i Kina. Den ligger i den autonoma regionen Guangxi, i den södra delen av landet, omkring 230 kilometer väster om regionhuvudstaden Nanning. Antalet invånare är 13144. Befolkningen består av 6 397 kvinnor och 6 747 män. Barn under 15 år utgör 27,0 %, vuxna 15-64 år 61 %, och äldre över 65 år 11,0 %.
Genomsnittlig årsnederbörd är 1 665 millimeter. Den regnigaste månaden är juni, med i genomsnitt 338 mm nederbörd, och den torraste är februari, med 19 mm nederbörd.